# DVD-D
Il DVD-D (acronimo dell'inglese DVD Disposable, lett. "DVD usa-e-getta") è un tipo di disco ottico "a tempo". In genere usati per la diffusione dei film, utilizzano una particolare colla atossica che tiene incollati i due layer del disco. Una volta aperta la confezione, i layer si staccano e il disco si ossida in 48 ore, rendendone impossibile la lettura. In tal modo, il supporto medesimo fungeva da protezione anticopia, rendendo il prezzo del formato più simile a quello del noleggio che a quello di un classico film in DVD.
Simili formati a tempo erano Flexplay e DIVX.